# ნ
Nari (asomtavruli Ⴌ, nuskuri ⴌ, mkhedruli ნ, mtavruli Ნ) là chữ cái thứ 14 trong bảng chữ cái Gruzia.
Trong hệ thống chữ số Gruzia, ნ có giá trị là 50.
ნ thường đại diện cho âm mũi chân răng Lỗi Lua trong Mô_đun:IPA tại dòng 52: invalid option '%T' to 'format'., giống như cách phát âm của ⟨n⟩ trong "nose".

## Chữ cái
| asomtavruli | nuskuri | mkhedruli |
| ----------- | ------- | --------- |
|             |         |           |

## Mã hóa máy tính
| asomtavruli | nuskuri | mkhedruli |
| ----------- | ------- | --------- |
| U+10AC      | U+2D0C  | U+10DC    |

## Chữ nổi
| mkhedruli |
| --------- |
|           |